# Johannes Sträuli

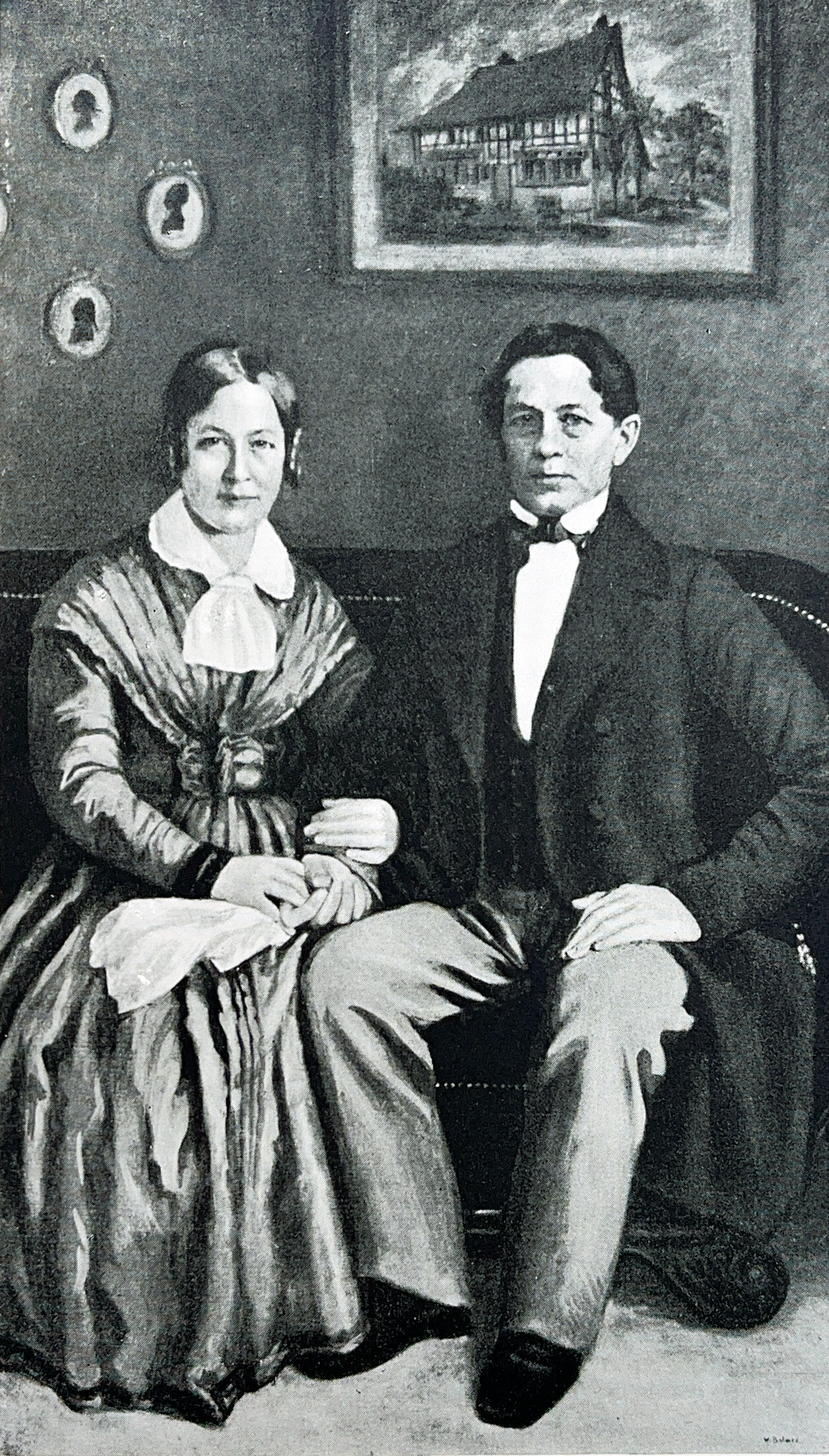
Johannes Sträuli mit seiner Frau Emilie

Johannes Sträuli (* 1. Mai 1803 in Horgen; † 7. September 1870 in Winterthur) war ein Schweizer Unternehmer. Er war der Gründer der Seifenfabrik Sträuli in Winterthur.

## Kindheit
Als Sohn des Hans Jakob (1760–1836), Landwirts und Handelsmanns, und der Susanna geborene Baumann (1763–1835) verbrachte er seine Jugendjahre auf dem elterlichen Hof «Klausen» (heute «Chlausenegg») auf dem Horgenerberg. In seinen Jugendjahren half er seiner Mutter in der Landwirtschaft, die vom Vater ihr und den Kindern überlassen wurde.
Sein Vater Hans Jakob Sträuli verlor früh seine Eltern. Er verbrachte seine Jugend zusammen mit seinem Bruder Rudolf (1762–1795) bei Verwandten in Waggital ob Wädenswil und eine gewisse Zeit auf dem Bocken bei Horgen, wo er für die Güterarbeit verwendet wurde. 1788 (oder 1790) erwarb er zusammen mit seinem Bruder den Hof «Klausen».
Hans Jakob sei ein «kräftiger, starker und auch geistig gut begabter Mann» gewesen, unternehmend und mit vielseitigen Interessen, heisst es in der Familienchronik. Neben der Landwirtschaft betrieb er einen immer ausgedehnteren Handel mit Butter, Vieh und anderem, «das ihm in die Hände kam». Auch Branntwein war darunter, was sich verhängnisvoll auswirkte. Zunehmend vernachlässigte er seine Geschäfte, sein Bauerngewerbe und seine Familie, so dass er schliesslich das Gut im Klausen verkaufen musste. Er übersiedelte mit seiner zweiten Ehefrau Susanna Baumann zum Sohn aus erster Ehe, Hans Jakob, in dessen Haus zum «Sonnenberg» in Wädenswil.

## Ausbildung
Wie seine Halbbrüder Heinrich Hitz aus Susanna Baumanns erster Ehe und sein Halbbruder Hans Jakob Sträuli-Wahrenberger aus Hans Jakob Sträulis erster Ehe mit Catharina Risler verliess Johannes früh das Elternhaus und erlernte in der Fabrik im Haus zum «Sonnenberg» von Hans Jakob Sträuli-Wahrenberger in Wädenswil die Kerzenmacherei und die Seifensiederei, wo er bis 1828 und danach in der Seifenfabrik seines Onkels Hans Heinrich Sträuli im «Felsenhof» in Wädenswil bis 1831 arbeitete.

## Seifenfabrik «Joh. Sträuli zum Friedhof» in Winterthur
1831 zog er auf den Rat von Hans Jakob Sträuli-Wahrenberger nach Winterthur und begann Haus «zum Felsenthal» am Kirchplatz noch im Dezember auf eigene Rechnung mit der Kerzenmacherei, finanziell vor allem unterstützt durch seine Halbbrüder Heinrich Hitz und Hans Jakob Sträuli sowie seine Onkel Hans Heinrich Sträuli. Die Seifen zum Verkauf in Winterthur anfänglich von seinem Halbbruder in Wädenswil.
Da ihm die städtischen Behörden für die Fabrikation mitten in der Stadt wegen des üblen Geruchs und der Feuergefahr für die Fabrikation von Seifen keine Erlaubnis gaben, kaufte er schon 1834 ein Haus beim alten Friedhof vor der Stadt. Fortan nannte er seine Firma «Joh. Sträuli zum Friedhof». 1835 baute er dort eine Kerzenfabrik, 1836 ein Seifensiedereigebäude. 1841 erwarb er ein weiteres Wohnhaus, das gleich neben der Fabrik lag. Heute steht das Theater Winterthur auf dem früheren Fabrikareal. Die heutige Sträulistrasse in Winterthur erinnert noch heute daran.

## Familie
In Wädenswil lernte er Emilie Brändli (1807–1856) kennen. Geboren am 25. Dezember 1807 war sie die Tochter der in Wädenswil ansässigen Bäckerfamilie Hans Jakob und Anna Brändli-Hürlimann. Emilies jüngster Bruder war der Schweizer Politiker Benjamin Brändli (1817–1855). Ihr Grossvater war Landwirt auf dem Meierhof in Wädenswil. Ihre Mutter stammte aus dem Kehlhof in Stäfa, wo ihr Vater Landrichter war, ausgedehnte Weinberge besass und einen Weinhandel betrieb. Es heisst, dass die Aussteuer der Braut Hürlimann in zwei bekränzten Schiffen über den See gebracht wurde.
Einer baldigen Ehe widersetzte sich ihr Vater vorerst, da ihm wohl die Zukunftsaussichten des jungen Sträuli zu unsicher schienen und da ihm die Familie Sträuli nicht ebenbürtig erschien. Die Fürsprache Emilies ältester Schwester und die durch die Geschäftsaufnahme in Winterthur verbesserten finanziellen Verhältnisse ermöglichten ihm die Heirat mit Emilie Brändli, die am 6. Juli 1832 in Wädenswil stattfand.
Die Eheleute Sträuli-Brändli hatten zehn Kinder, von denen zwei früh starben. Die Kinder mussten bei der Arbeit in der Fabrik tüchtig mithelfen, die Söhne beim Seifensieden, die Töchter beim Kerzenmachen und im Haushalt, letzteres auch, weil die Mutter Emilie Sträuli-Brändli 1856 früh verstorben war.
- Der älteste Sohn Heinrich Emil Sträuli[6] (1834–1894), verheiratet mit Anna Ganzoni (1836–1867) von Celerina, war ein Schweizer Richter und Politiker. Deren Sohn Hans Sträuli war ebenfalls Richter und Politiker, sass von 1911 bis 1934 im Nationalrat und war von 1911 bis 1930 Stadtpräsident von Winterthur
- Die älteste Tochter Nanette Sträuli (1836–1919) war mit Moritz Ganzoni (1830–1900) von Celerina verheiratet, welcher zusammen mit Niklaus Barthels (1837–1891) 1864 ein Nähfachgeschäft gründete, aus dem später eine Fabrik für Elastikbänder entstand.
- Die Brüder Jean Sträuli (1838–1900), verheiratet mit Emilie Hauser (1838–1919) aus Schönenberg ZH, und Carl Sträuli, verheiratet Maria Haggenmacher (1840–1916) aus Winterthur, führten in der zweiten Generation von 1865 bis 1894/1900 die Seifenfabrik, die ab 1892 als Kollektivgesellschaft «Sträuli & Co.» firmierte
  - Carls und Marias erste Tochter Maria heiratete ihren Cousin Hans Sträuli (1862–1938), ihre zweite Tochter Lilly Fritz Schoellhorn (1863–1933) von der Brauerei Haldengut in Winterthur. Die jüngste Tochter Frieda war die Ehefrau von Paul Buchmann von der Toilettenseifen- und Parfumfabrik Aspasia in Winterthur
  - Ihre Enkelin Hanna Widmer-Schoellhorn war die Ehefrau des Winterthurer Arztes und Politikers Hans Widmer[7] (1889–1939), welcher von 1930 bis 1939 Stadtpräsident von Winterthur war und von 1935 bis 1939 im Nationalrat sass
    - Auch deren Sohn Urs Widmer[8] (1927–2018), Bauingenieur und Politiker, amtete von 1966 bis 1990 als Stadtpräsident von Winterthur
- Die zweitälteste Tochter Luise Sträuli (1841–1897) war mit Johann Jakob Welti[9] (1828–1900) aus Zurzach AG verheiratet, welcher ab 1862 Lehrer und von 1873 bis 1892 Rektor des Winterthurer Gymnasiums war
- Die dritte Tochter Emilie Sträuli (1842–1931) blieb unverheiratet und übernahm nach dem frühen Tod von Anna Sträuli-Ganzoni, der Ehefrau ihres Bruders Emil, die Erziehung der Kinder
- Der jüngste Sohn Werner Sträuli (1845–1913) begründete die Winterthurer Gelatine- und Leimfabrik. Seine Ehefrau war die frühe Schweizer Frauenrechtlerin Ida Sträuli-Knüsli (1847–1918) von Winterthur
- Die jüngste Tochter Caroline Sträuli (1847–1928) heiratete den Wädenswiler Kaufmann und Seidenhändler Arnold Hauser (1846–1896)